# Last Fair Deal Gone Down
Last Fair Deal Gone Down es el quinto álbum de estudio de la banda sueca de metal Katatonia, publicado en 2001 por Peaceville Records. El nombre de este álbum proviene de la canción del mismo nombre del cantante de delta blues Robert Johnson. Last Fair Deal Gone Down fue reeditado en 2004 con tres canciones extra: "Sulfur" y "March 4" del EP Teargas y "Help Me Disappear" del EP Tonight's Music.

## Lista de canciones
1. "Dispossession" - 5:33 (Nyström)
2. "Chrome" - 5:11 (Nyström/Norrman)
3. "We Must Bury You" - 2:48 (Nyström)
4. "Teargas" - 3:22 (Nyström)
5. "I Transpire" - 5:54 (Nyström/Norrman)
6. "Tonight's Music" - 4:17 (Nyström/Renkse)
7. "Clean Today" - 4:22 (Nyström)
8. "The Future Of Speech" - 5:38 (Nyström/Norrman)
9. "Passing Bird" - 3:35 (Nyström/Renkse)
10. "Sweet Nurse" - 3:53 (Nyström)
11. "Don't Tell A Soul" - 5:42 (Nyström/Norrman)

- Todas las letras compuestas por Jonas Renske.

## Créditos
- Jonas Renkse – voz, letras, composición (tema 6, 9)
- Anders Nyström – guitarra, melotrón, composición
- Fredrik Norrman – guitarra, composición (tema 2, 5, 8, 11)
- Daniel Liljekvist – batería
- Mattias Norrman – bajo

- Datos: Q2699060